# Mycoplasma coccoides
Mycoplasma coccoides è una specie di batterio appartenente alla famiglia delle Mycoplasmataceae.